# Borgové

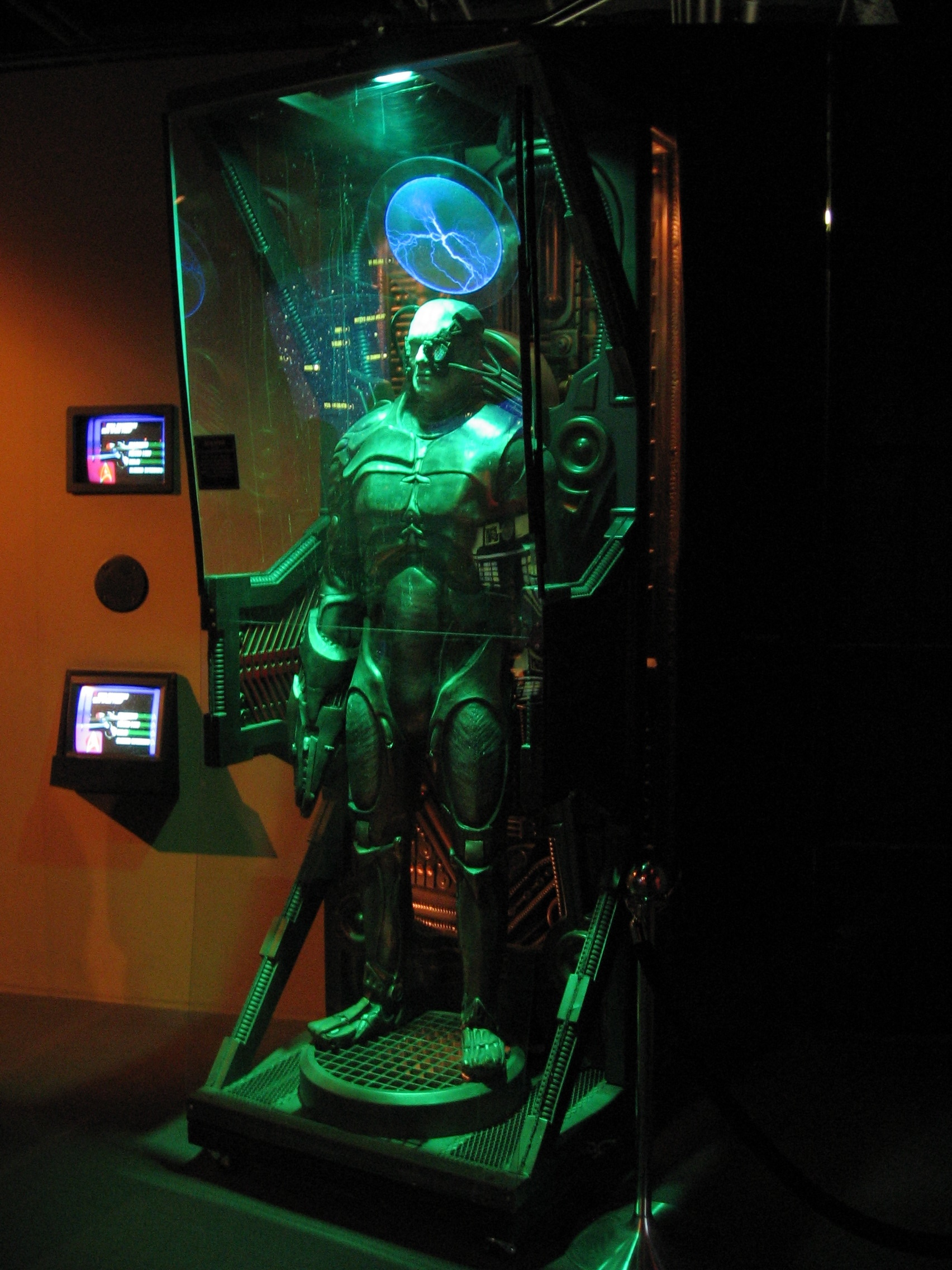
Borg ve své regenerační komoře.

Borgové jsou fiktivní společenství z prostředí Star Treku. Jedná se o kolektivní inteligenci s myslí jedince podřízenou společné mysli kolektivu. V seriálu se poprvé objevili na jaře roku 1989 v epizodě „Kdo je Q“ seriálu Star Trek: Nová generace, od té doby se stali protivníky Federace, objevili se v jednom filmu a mnohých dalších epizodách.
Používání slov Borg a Borgové se v českém dabingu řídí pravidlem, že sami Borgové o sobě mluví v jednotném čísle a všichni ostatní používají termín Borgové (jako u ostatních ras).

## Charakter společenství
Členové společenstva, označovaní jako drones (nepříliš přesný překlad: vojáci) jsou kyborgové, původně organičtí zástupci různých ras, po asimilaci již bez vlastní vůle podléhají umělé inteligenci úlu a jeho kolektivnímu vědomí. Jejich tělesná teplota je patrně vyšší než lidí, jelikož prostředí na jejich lodích je udržováno na 39,1 °C a atmosféra borgských lodí obsahuje tetryonové částice. Borgové pocházejí z kvadrantu Delta. Své řady rozšiřují asimiliací jiných ras ve své členy, zpravidla proti jejich vůli. Asimilací se rozumí přizpůsobení a implantace biomechanických součástí, především nanosond, do těla humanoida. Borgové jsou největšími nepřáteli Spojené federace planet ve 24. století. Za jejich představitele lze považovat královnu. Ona sama na otázku, zda vládne kolektivu, odpověděla „odděluješ neoddělitelné.“ Královna není fyzický jedinec: jenom lidem se povedlo zničit její tělo 3x a nejen, že to borgům neublížilo, královna samotná vzpomínala na to, co dělala před zničením. Kanon to nerozebírá, ale nekanonicky buď existuje více královen (Star Trek: Legacy) nebo ji v případě zničení kolektiv obnoví ze záložních kopií (Star Trek: Destiny?[zdroj?]).
Při asimiliaci jiné rasy společenstvo získává veškeré vědomosti jedinců a tím vyvíjí svou technologii. Jsou tak silnější, než kterákoliv jiná rasa v galaxii a to nejen v oblasti zbraní, ale také znalostí různých věd, které ovšem zásadně nevyužívají. Jediný protivník schopný destrukce mnoha borgských lodí bez větší námahy byla rasa z jiné galaxie, kterou sami Borgové označili číslem 8472. Při invazi 8472 hrozil zánik celého společenstva, ale kapitán Janewayová se rozhodla pomoci proti této rase, která by po zničení Borgů pokračovala v likvidaci zbytku známé galaxie.
Jsou známy případy, kdy byl jedinec odtržen od vlivu společenstva. Vždy následuje jako první dezorientace a zmatenost z absence hlasu ostatních Borgů. Nebyl-li humanoid členem společenstva po příliš dlouhou dobu, je šance jej zbavit implantátů i nanosond, avšak následky jsou trvalé a dotyčný může hlasy společenstva slyšet, pokud je nablízku. Při pokusu převodu Borga zpět do původního stavu po delší době (Sedmá z devíti) je nevyhnutelné zanechání některých implantátů a nanosondy je zapotřebí modifikovat tak, aby neprodukovaly další implantáty. Takový jedinec má pak především potíže psychické, když byl několik let vystaven hlasům společenstva, které mu říkaly, co má dělat. Ovšem i beze snahy zvrátit proces asimilace může jedinec z řad Borgů získat prvky individuality a vlastního rozhodování. Příkladem je Tim (v originále Hugh) z epizody Já, Borg.
Namísto medicíny Borgové používají víceúčelové výklenky (Alcove), ve kterých regenerují, přičemž mohou během regenerace analyzovat data, asimilovat informace a podílet se na výpočetním výkonu kolektivu na určitém úkolu. Je-li voják poškozený za určitou mez, společenstvo jej recykluje a použije pro výrobu nových vojáků. Bez výjimky[zdroj?] však Borgové své mrtvé nenechávají na pospas osudu, ale vždy vyšlou plavidlo k posledním známým souřadnicím. Výjimkou jsou případy, kdy je unimatrice označena za irelevantní (ST:VOY - Collective). Nevýhodou kolektivního myšlení je schopnost zaměřit se pouze na jednu činnost. Zatímco např. lidská posádka může zároveň opravovat škody a současně bojovat, borgská loď se při větším poškození zaměří pouze na regeneraci vojáků a zařízení.
Členové společenstva, coby vojáci nedaleko dokonalosti, nespí, pouze regenerují. Nepotřebují jíst, ani pít a nikdy nesedí, protože to neslouží jejím cílům. Dokonce ani nepotřebují dýchatelnou atmosféru a jsou schopni přežívat delší dobu ve volném vesmíru.

### Názor na svět
Borgové usilují o dokonalost, maximální řád. Cokoliv, co je vzdaluje tomuto řádu, je označeno jako „irelevantní“. V první řadě jsou tak označeny věci jako svoboda, svobodná vůle, sebeurčení, city a umění. Nelze říci, že by se jednalo o náboženství, nicméně u jedinců oddělených od kolektivu (jako třeba Sedmá z devíti) se to v něj může vyvinout.
Přesně podle této „filosofie“ je i další oblíbená hláška Borgů: „odpor je marný“. Je marné vzdorovat dokonalosti. V praxi jim nicméně zvláště lidé ukazují, že vzdorovat Borgům marné není. Borg ovšem zná i pojem „Diskriminace“, tedy sám si vybírá rasy k asimilaci, a pokud některá rasa Borgům nepřinese zlepšení po technické nebo biologické stránce, odmítnou jí asimilovat, jako například Kazony.
Jedním z hmatatelných, fyzických příkladů dokonalosti a řádu, o který Borgové usilují, je stabilní molekula Omega. Snaha Borgů o stabilizaci této nebezpečné látky stály 29 lodí a 600 000 vojáků, ale tyto ztráty byly označeny jako „irelevantní“.

## Technologie
Při asimilaci Borgové získávají veškeré znalosti asimilovaného jedince. Díky tomu zná celou řadu různých technologií, včetně technologie regenerace lodí. Borgské štíty jsou schopny se adaptovat, tedy získat odolnost proti zbrani, která je na ně použita. Díky tomu rychle získaly odolnost vůči fotonovým torpédům a phaserům. Podobně Borgové přizpůsobují svoje zbraně štítům protivníka. Proti této vlastnosti Federace používá taktiku poměrně rychlé změny frekvence štítu. Rychlá změna frekvence je i principem dalších vylepšení zbraní Federace proti Borgům. Borgové se sice dokáží adaptovat odhalením vzorce změny frekvence, ale nějakou dobu jim to trvá. Krom deflektorových štítů používají Borgové i elektromagnetické štíty pro blokování transportérů. Dále je každá loď vybavena transwarpovým pohonem, vlečným paprskem s efektem vysávání energie štítů jiných lodí, fotonovými torpédy, řezným laserem, asimilační platformou a dalším arzenálem, který je specificky konstruován na specifické účely a cíle.
Asimilace se však netýká pouze biologických organismů. Zrovna tak společenstvo může asimilovat technologii (např. vesmírnou loď) a to za velice krátkou dobu. Finálním výsledkem má být bio-mechanismus a tedy např. v případě poručíka Data se Borgové snažili mu implantovat biologické součásti, jako kůži a nervová zakončení. 

### Plavidla
Borgské lodě mají základní geometrické tvary. Nejčastější je krychle, další varianty jsou koule a diamant (tj. pravidelný osmistěn). Borgové nepochybně znají technologii maskování, ale považují ji za „irelevantní“ (nepodstatnou, nehodící se do jejich logiky) a nepoužívají ji, protože jiné rasy přemáhají i bez ní.
Stejně jako jiná jejich technologie, i vesmírné lodě se přizpůsobují zbraním nepřátel. Při poškození jsou schopny se regenerovat stejně jako jednotlivci společenstva. Krom tvaru je zvláštností, že plavidla nejsou vybavena kajutami nebo ani řídícím můstkem. Lodě mohou být ovládány odkudkoliv kterýmkoliv z vojáků, nejčastěji ovšem z některého ze stanovišť a v neposlední řadě i z výklenku.

## Výskyt

### Nová generace
Poprvé se rasa Borg objevuje v seriálu Star Trek: Nová generace v epizodě Kdo je Q, kdy Q přenesl Enterprise D napříč galaxií na neznámé místo, kde se posádka setkala s krychlí Borgů. Kapitán Jean-Luc Picard se prvotně snažil i o mírový první kontakt s rasou, ale Guinan mu vysvětlila, že tato rasa netouží po poklidném setkání, ale pouze po asimilaci nových znalostí, technologií a rozšiřování svých řad. Ačkoliv Enterprise D unikla Borgům za pomoci Q, bylo zřejmé, že nyní společenstvo ví o lidech a budou je hledat.
Podruhé se Borgové objevili v dvojepizodě To nejlepší z obou světů, kdy byl kapitán Picard dokonce asimilován a stal se z něj Borg Locutus. Jedinečné jméno dostal za účelem vyjednávání s lidmi za společenstvo Borg. Proces asimilace u kapitána se podařilo zvrátit při zničení osamělé lodi Borgů a přerušení kontaktu Locuta se společenstvem. 
Dále se v seriálu Borgové objevují v epizodě Já, Borg. Posádka Enterprise D nachází poškozeného, mladého Borga, kterého Geordi pojmenuje Tim (v originále Hugh) a začne jej učit individualitě. Ačkoliv původní záměr kapitána Picarda je vybavit Tima počítačovým virem, který by infikoval a zničil velkou část společenstva, nakonec nikdo nedokáže využít vyvíjejícího se Tima jako nástroj zkázy. Ten se nakonec sám rozhodne opustit Enterprise, aby zamezil pronásledování Borgy a vrací se zpět do společenstva. 
Na tuto epizodu navazuje díl Vpád, kdy je objevena skupinka Borgů vyznačující se naprosto odlišným a hlavně individuálním jednáním. Posléze se zjišťuje, že individualitu přenesl na ostatní právě Tim. Část společenstva byla de facto v troskách, protože se s tím Borgové nedokázali vyrovnat. Jejich situace využil Lore (bratr Data).

### Stanice Deep Space Nine
V seriálu Star Trek: Stanice Deep Space Nine se Borg objevuje pouze v první epizodě s názvem Poslání, kdy jsou uvedeny záběry bitvy, která se odehrála u systému Wolf 359, při událostech epizody To nejlepší z obou světů. Při této bitvě byla část lodí flotily rozprášena jedinou borgskou krychlí. Kapitán Benjamin Sisko v této bitvě přišel o ženu. 

### První kontakt
Borgové jsou hlavním motivem celovečerního filmu Star Trek: První kontakt, kdy se Borgům podaří dostat do roku 2063, tedy do doby, kdy Zefram Cochrane provede první let rychlostí světla a tím přiláká pozornost Vulkánců, jakožto první kontakt lidí s mimozemšťany. Poprvé ve Star Treku byla představena borgská královna, avšak ve sledu událostí se První kontakt odehrál ještě před událostmi seriálu Voyager.

### Voyager
Společenstvo Borg se velmi často objevuje v epizodách seriálu Star Trek: Voyager. Hvězdná loď USS Voyager se při cestě z Delta kvadrantu musí nejprve dostat přes území Borgů. Zde se setkává také s rasou 8472, která jako jediná dokáže výrazně ohrozit Borgy. Dokonce dochází na krátkodobé spojenectví Borgů a lidí, ze kterého se členem Voyageru stává zprvu proti své vůli Sedmá z devíti. 
V následujících epizodách je sice posádka přenesena mimo hlavní území společenstva, ale s Borgy se setkávají nadále. Postupně je také odhalena skutečnost, že Hansenovi a jejich dcera Anika (Sedmá) byli prvními asimilovanými lidmi, že nejvyšším cílem Borgů je dokonalost molekuly omega a že kromě vojáků ve společenstvu funguje královna.

### Enterprise
Borgové se objeví v jediné epizodě, Regenerace. Po zničení koule ve filmu Star Trek: První kontakt dopadnou její trosky do Arktidy, kde je vyprošťovací tým Spojené Země objeví v roce 2153. Zkázu přežijí dva vojáci, kteří po době nezbytné pro regeneraci ožijí, asimilují členy týmu a odletí v ukradené transportní lodi. Předtím, než je stihne Enterprise (NX-01) zničit, odešlou do Delta kvadrantu frekvence několika pulzarů v blízkosti Země.